# (172269) Tator
(172269) Tator est un astéroïde de la ceinture principale.

## Description
(172269) Tator est un astéroïde de la ceinture principale. Il fut découvert le 9 octobre 2002 à Mülheim par Axel Martin et Andreas Boeker. Il présente une orbite caractérisée par un demi-grand axe de 2,75 UA, une excentricité de 0,22 et une inclinaison de 8,6° par rapport à l'écliptique.

## Compléments